# Амазонис Планиция
Амазонис Планиция е от най-гладките равнини на повърхността на Марс. Намира се между Тарсис и Елизиум Планиция, вулканични области на запад от Олимп и Долината на Маринър (Валес Маринър). Топографията на региона показва равнинен релеф.